# Fakulteta za elektrotehniko v Nišu
Fakulteta za elektrotehniko (izvirno srbsko Електронски факултет у Нишу), s sedežem v Nišu, je fakulteta, ki je članica Univerze v Nišu.